# Музей истории белорусского кино
«Музей истории белорусского кино» — филиал государственного учреждения «Национальный исторический музей Республики Беларусь».

## История музея

### 1966—1982
Музей истории белорусского кино основан в Минске в 1966 году по инициативе белорусских кинематографистов. Открытие музея было приурочено к 40-летию выхода на экран «першай нацыянальнай фільмы» «Лесная быль». Музей получил статус «ведомственный», при киностудии «Беларусьфильм». Функции музея на данном этапе:
- сбор и сохранение материалов о белорусском кинематографе;
- популяризация достижений белорусского кинематографа.

### 1982—1988
С 1982 по 1988 размещался в Республиканском Доме кино (сегодня здание костела святых Сымона и Алены) Союза кинематографистов БССР.
Функции музея на данном этапе:
- архивная.

### После 2002
В начале 2002 года музей был открыт для регулярного посещения в реставрированном и специально приспособленном здании по адресу Свердлова, 4 (памятник архитектуры первой половины XX века).
С января 2005 года музей является филиалом «Государственного музея истории театральной и музыкальной культуры Республики Беларусь». С сентября 2014 года - филиалом ГУ "Национальный исторический музей Республики Беларусь".
Функции и виды деятельности музея на современном этапе:
- собирание, описание и систематизация документов и материалов по истории белорусского кино и кинокультуры в целом;
- проведение экскурсий по предметной экспозиции с целью знакомства посетителей с основными этапами истории белорусского кино, наиболее яркими его явлениями и их авторами;
- организация тематических и персональных выставок, связанных с кинематографом, белорусским изобразительным искусством в целом;
- систематизированный (репертуарный) и индивидуальный (по предварительному заказу) показ отечественной и зарубежной киноклассики на основе музейного видеофонда.

## Функционирование
- 1-й этаж — кинозал на 40 мест, стилизованный под ретро-кинотеатр начала 1930-х годов, и видеозал на 5 мест;
- 2-й этаж — экспозиционный зал (140 м2) для размещения постоянной экспозиции «Кинонаследие Беларуси: достижения разных эпох», которая пока состоит из разделов «Основоположники белорусского кино», «Золотой фонд белорусского кино» и тематической выставки «Волшебная свирель». Свидетельство о фильме", посвященной истории реализации уникального (120 персонажей!) кукольного проекта;
- 3-й этаж — выставочный зал (100 м2) для организации персональных и коллективных художественных выставок.